# Supercopa de Andorra 2021
La Supercopa Andorrana 2021 fue la XIX edición del torneo. Se disputó a un único partido el 12 de septiembre de 2021 en el Estadio Nacional de Andorra.
Esta edición de la Supercopa enfrentó el campeón de Liga de la temporada 2020-21, el Inter Club d'Escaldes, y el campeón de la Copa Constitució de la misma temporada, el Sant Julià.
El  Inter Club d'Escaldes se impuso por 2-1 al Sant Julià adjudicándose el título por segunda vez.

## Participantes
|  | Inter Club d'Escaldes |  |  | Campeón de la Primera División de Andorra (2020-21) |
|  | Sant Julià            |  |  | Campeón de la Copa Constitució (2021)               |

## Final
| 12 de septiembre de 2021, 18:00 | Inter Club d'Escaldes                    | 2:1 (1:0) | Sant Julià  | Estadio Nacional, Andorra la Vieja |                             |
|                                 | Genís Soldevila 17' · Gerard Artigas 68' | Reporte   | M. Sgro 81' | Árbitro(s): Joan Guiu Serra        | Árbitro(s): Joan Guiu Serra |

### Campeón
| Campeón Supercopa de Andorra 2021 |
| --------------------------------- |
| Inter Club d'Escaldes 2° título   |